# Karrion Kross
Kevin Kesar, meglio conosciuto con i ring name Killer Kross e Karrion Kross (New York, 19 luglio 1985), è un wrestler statunitense.
In carriera ha detenuto due volte l'NXT Championship.

## Carriera

### WWE (2020–2021)

#### NXT(2020–2021)
Il 4 febbraio 2020 firmò con la WWE e assunse il ring name Karrion Kross. Nella puntata di NXT dell'8 aprile Kross e la sua manager, Scarlett, osservano Johnny Gargano al termine dell'incontro vinto contro Tommaso Ciampa; la settimana successiva attaccò quest'ultimo nel backastage, stabilendosi come heel. Il suo debutto ufficiale avvenne nella puntata di NXT del 6 maggio, dove sconfisse in poco tempo Leon Ruff. Il 7 giugno, ad NXT TakeOver: In Your House, sconfisse Tommaso Ciampa per TKO. Nei due mesi successivi sconfisse wrestler del calibro di Bronson Reed, Danny Burch e Dominik Dijakovic per KO tecnico. Il 22 agosto, ad NXT TakeOver: XXX, sconfisse Keith Lee conquistando per la prima volta l'NXT Championship; tuttavia, pochi giorni dopo, venne costretto a rendere vacante il titolo a causa di un infortunio alla spalla.
Kross fece il suo ritorno nella puntata di NXT del 9 dicembre attaccando Damian Priest, che sconfisse la settimana successiva. Il 17 marzo, a NXT, Kross fece coppia con Finn Bálor per affrontare Danny Burch e Oney Lorcan per l'NXT Tag Team Championship, ma durante l'incontro attaccò il compagno. L'8 aprile, nella seconda serata di NXT TakeOver: Stand & Deliver, sconfisse Bálor conquistando l'NXT Championship per la seconda volta. Nella puntata di NXT del 25 maggio sconfisse nuovamente Bálor per TKO mantenendo il titolo. Il 13 giugno, a NXT TakeOver: In Your House, mantenne il titolo in un Fatal 5-Way match contro Adam Cole, Johnny Gargano, Kyle O'Reilly e Pete Dunne. Il 13 luglio, a NXT, mantenne la cintura contro Johnny Gargano in un match arbitrato da Samoa Joe, attaccando anch'egli nel finale. Successivamente attaccò anche il General Manager di NXT William Regal, che invece di licenziarlo, lo costrinse a mettere in palio il titolo contro Samoa Joe (nel frattempo reintegrato come membro attivo del roster) a NXT TakeOver 36.
Nella puntata di Raw del 19 luglio debuttò nel main roster, sempre come NXT Champion, venendo sconfitto da Jeff Hardy in un match non titolato, subendo la prima sconfitta per schienamento in WWE. La settimana dopo, però, ebbe la meglio su Keith Lee, guadagnando la sua prima vittoria nel roster principale. Nello stesso periodo, il 22 agosto, a NXT TakeOver 36, perse l'NXT Championship contro Samoa Joe dopo 136 giorni di regno. Dopo aver perso e trionfato nuovamente su Lee in due settimane, Kross sconfisse Jeff Hardy in ben due occasioni a Raw, nell'ultima in pochissimo tempo. Nelle settimane successive, Kross sconfisse senza problemi wrestler come Ricochet, Humberto Carrillo, John Morrison e Jaxson Ryker.
Il 5 novembre 2021 venne licenziato insieme a numerosi altri colleghi.

### Ritorno in WWE (2022–2025)
Tornò in WWE assieme a Scarlett nella puntata di SmackDown del 5 agosto attaccando alle spalle Drew McIntyre e osservando minaccioso l'Undisputed WWE Universal Champion Roman Reigns. Il debutto nello show blu avvenne nella puntata del 2 settembre dove sconfisse in pochissimo tempo Drew Gulak. L'8 ottobre, ad Extreme Rules, prevalse su McIntyre in uno strap match. La faida proseguì nelle settimane successive e nella rivincita svoltasi a Crown Jewel, McIntyre trionfò in uno steel cage match.
Il 28 gennaio a Royal Rumble, partecipò all'incontro omonimo entrando col numero 7 ma venne eliminato da Drew McIntyre. Il 10 febbraio, a SmackDown, prese parte ad un fatal 4-way match che comprendeva anche Madcap Moss, Santos Escobar e Rey Mysterio per determinare il prossimo sfidante di Gunther per l'Intercontinental Championship ma fu Moss a prevalere. Nella puntata di SmackDown del 10 marzo prese parte ad un fatal 5-way match per determinare lo sfidante di Gunther per l'Intercontinental Championship a WrestleMania 39 insieme a LA Knight, Sheamus, Xavier Woods e Drew McIntyre ma il match terminò con un doppio schienamento tra McIntyre e Sheamus. Nella puntata di SmackDown del 31 marzo partecipò all'annuale André the Giant Memorial Battle Royal ma venne eliminato da Bobby Lashley. Iniziò poi una breve rivalità prima con Rey Mysterio e poi con Shinsuke Nakamura, perdendole entrambe, e in seguito affrontò AJ Styles in diverse occasioni venendo quasi sempre sconfitto, di cui l'ultima l'11 agosto a SmackDown. Il 5 agosto, a SummerSlam, prese parte ad una battle royal ma venne eliminato da AJ Styles.
Tornò l'8 dicembre, a SmackDown, partecipando al torneo per determinare il nuovo sfidante di Logan Paul per lo United States Championship venendo però sconfitto ed eliminato da Bobby Lashley. Nella puntata speciale SmackDown New Year's Revolution del 5 gennaio 2024 venne affiancato dai rientranti AOP, e insieme a loro attaccò Lashley e gli Street Profits. La settimana dopo, i tre formarono una stable nota come The Final Testament. Il 27 gennaio a Royal Rumble, partecipò all'omonimo incontro entrando col numero 8 ma venne eliminato da Bobby Lashley; successivamente rientrò sul ring ed eliminò lo stesso Lashley. A WrestleMania XL la stable di Kross perse contro il Pride (Lashley e gli Street Profits) e si concluse la rivalità.
Con il Draft del 2024, Kross è passato a Raw con la sua stable. Il Final Testament iniziò una rivalità con il New Day che si è conclusa nella puntata del 19 agosto dove persero un six-man tag team match contro Kofi, Woods e Odyssey Jones. Nella puntata di Raw del 21 ottobre la stable insieme a The Miz viene attaccata dai Wyatt Sicks. A differenza delle precedenti rivalità il Final Testament riesce ad uscirne vittorioso. Il 7 febbraio 2025, il Final Testament si è sciolto dopo che AOP e Paul Ellering sono stati licenziati, lasciando Kross e Scarlett gli unici membri rimasti.  

## Vita privata
Kevin Kesar è sposato con la collega Scarlett Bordeaux.

## Personaggio

### Mosse finali
- Come Karrion Kross
  - Kross Jacket (Choke sleeper) – 2022–2023[23]
  - Kross Hammer (Running forearm smash alla nuca) – 2020–2022[23]
  - The Final Prayer (Fireman's carry overhead facebuster) – dal 2023[23]

- Come Killer Kross
  - Down the Rabbit Hole (Mandible claw)[23]
  - Kross Jacket (Bararm sleeper)[23]

### Soprannomi
- "Devil of Monterrey"
- "Herald of Doomsday"
- "Rey de la Maldad"

## Titoli e riconoscimenti
- Future Stars of Wrestling
  - FSW Heavyweight Championship (1)[24]
- Maverick Pro Wrestling
  - MPW Championship (2)[25]
- Modern Vintage Wrestling
  - MVW Heavyweight Championship (1)[26]
- Pro Wrestling Illustrated
  - 16° tra i 500 migliori wrestler singoli nella PWI 500 (2021)[27]
- Ring Warriors
  - Ring Warriors Grand Championship (1)
- Stand Alone Wrestling
  - PWAD Championship (1)
- WWE
  - NXT Championship (2)
- Wrestling Revolver
  - Revolver Championship (1)